# 無料放送
無料放送とは、本来は有料で放送されている番組をテレビ局やケーブルテレビ局などが無料で放送することである。

## 概要
無料放送は、一般には宣伝・契約の推進のために行われるが、一部の放送局は大規模災害の際にも実施する。